# Crotaphytidae
Crotaphytidae hay thằn lằn khoang cổ là một họ bò sát sinh sống trong khu vực sa mạc ở tây nam Hoa Kỳ và miền bắc Mexico. Các loài trong họ này là động vật có tốc độ lớn rất nhanh, với các chân và đuôi dài. Chúng được biết đến như là động vật ăn thịt, với nguồn thức ăn chủ yếu là côn trùng và thằn lằn nhỏ.

## Phân loại
Họ này bao gồm 2 chi là Gambelia và Crotaphytus, với 12 loài đã biết.
Chi Gambelia (Thằn lằn báo)
- Gambelia copeii: Thằn lằn báo Cope
- Gambelia sila: Thằn lằn báo mũi tù
- Gambelia wislizenii: Thằn lằn báo mũi dài

Chi Crotaphytus (Thằn lằn khoang cổ)
- Crotaphytus antiquus: Thằn lằn khoang cổ tôn kính
- Crotaphytus bicinctores: Thằn lằn khoang cổ sa mạc hay thằn lằn khoang cổ đen Mojave
- Crotaphytus collaris: Thằn lằn khoang cổ thường
- Crotaphytus dickersonae
- Crotaphytus grismeri: Thằn lằn khoang cổ Grismer
- Crotaphytus insularis: Thằn lằn khoang cổ miền đông
- Crotaphytus nebrius: Thằn lằn khoang cổ Sonora
- Crotaphytus reticulatus: Thằn lằn khoang cổ mắt lưới
- Crotaphytus vestigium: Thằn lằn khoang cổ Baja

## Các đặc trưng
- Các các lỗ bắp đùi.
- Các vảy liên đỉnh nhỏ (nhỏ rõ nét so với các vảy lỗ tai)
- Không bao giờ có một hàng vảy hay diềm giữa lưng phình to
- Không có vảy mõm bị phân chia
- Không có gai xương hay các chỏm lồi ra ở trên đầu
- Không có vảy lồi ra ở các tai, và cũng không có vảy tạo thành đường riềm rõ nét trên các ngón chân như ở họ Phrynosomatidae.